# Larive
Larive, pseudonimo di Jean Mauduit (La Rochelle, 6 agosto 1747 – Montlignon, 30 aprile 1827), è stato un attore teatrale francese anche noto come de La Rive.

## Biografia
Figlio di un droghiere, lasciò la casa di suo padre per dedicarsi al teatro e si presentò a Lekain a Parigi per un lavoro. Impegnato nella compagnia di Mademoiselle Montansier, recitò a Tours, poi a Lione e tornò a Parigi dove Mademoiselle Clairon lo prese sotto la sua protezione.

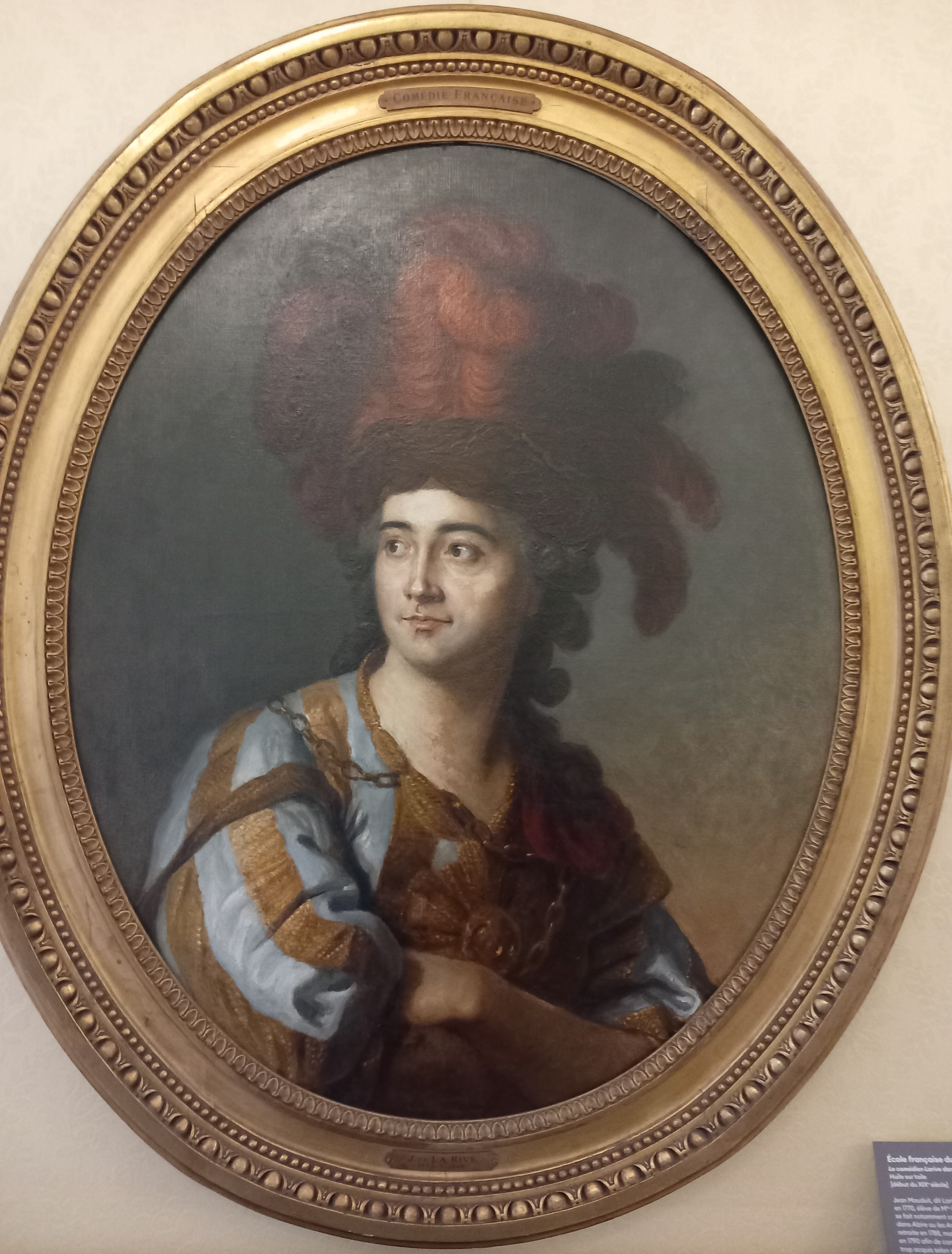
Ritratto di Larive, opera della scuola francese del XIX secole, olio su tela

Debuttò alla Comédie-Française il 3 dicembre 1770 ma non ebbe molto successo. Si trasferì quindi a Bruxelles dove D'Hannetaire lo scritturò per ruoli da protagonista al Théâtre de la Monnaie dove rimase quattro anni, recitando con Dazincourt, Grandmesnil e Florence. Fu lì che incontrò la sua futura moglie, Eugénie D'Hannetaire, figlia del direttore del teatro, che sposò a Parigi il 18 giugno 1776 (divorziarono poi nel 1794). Fu amico di Voltaire ed interpretò i ruoli da protagonista delle sue opere.
Il 29 aprile 1775, ritornò alla Comédie-Française e ne divenne socio il 18 maggio. Tre anni dopo, la morte di Lekain lo pose al primo posto tra i soci della compagnia. Recitò regolarmente in provincia e nella sua città natale nel 1780, oltre che a Lilla, Ginevra e Bordeaux. Lasciò la Comédie-Française nel 1788, ma tornò nel 1790, dopo essere stato nuovamente a Lilla.
Sostituito da Talma, venne imprigionato diverse volte durante la rivoluzione francese e si ritirò nella sua proprietà di Montlignon, divenendo il sindaco della città.

## Opere
- Réflexions sur l'art théâtral (1801)
- Cours de déclamation (1810)

Queste vennero entrambe citate da Louis Jouvet nel suo corso al Conservatoire national supérieur d'art dramatique.